# Banco de Israel
El Banco de Israel (en hebreo: בנק ישראל; en árabe: بنك إسرائيل) es el banco central de Israel, encargado de la emisión de divisas (el nuevo séquel). El Banco de Israel tiene su sede principal en Jerusalén, con una sucursal en Tel Aviv. El gobernador actual es Amir Yaron.

## Historia
Al lograr la independencia en 1948, la emisión de divisa correspondía a la Anglo Palestine Company (actual Banco Leumi). La política monetaria y la supervisión bancaria era controlada por el Ministerio de Hacienda. 
Fue fundado el 24 de agosto de 1954, cuando la Knesset aprobó la ley reguladora del Banco de Israel, que pasó a tener la supervisión bancaria. El control de divisas no fue cedido al banco hasta 1978. Desde 1992, el banco cumple la misión de control de inflación y está habilitado para adoptar medidas de política monetaria a fin de cumplir ese objetivo.

## Gobernadores del banco
- David Horowitz, 1954-1971
- Moshe Sanbar, 1971-1976
- Arnon Gafni, 1976-1981
- Moshe Mendelbaum, 1982-1986
- Michael Bruno, 1986-1991
- Jacob A. Frenkel, 1991-2000
- David Klein, 2000-2005
- Stanley Fischer, 2005-2013
- Karnit Flug, 2013-2018
- Amir Yaron, 2018-, gobernador designado en octubre de 2018[1]